# Inanição

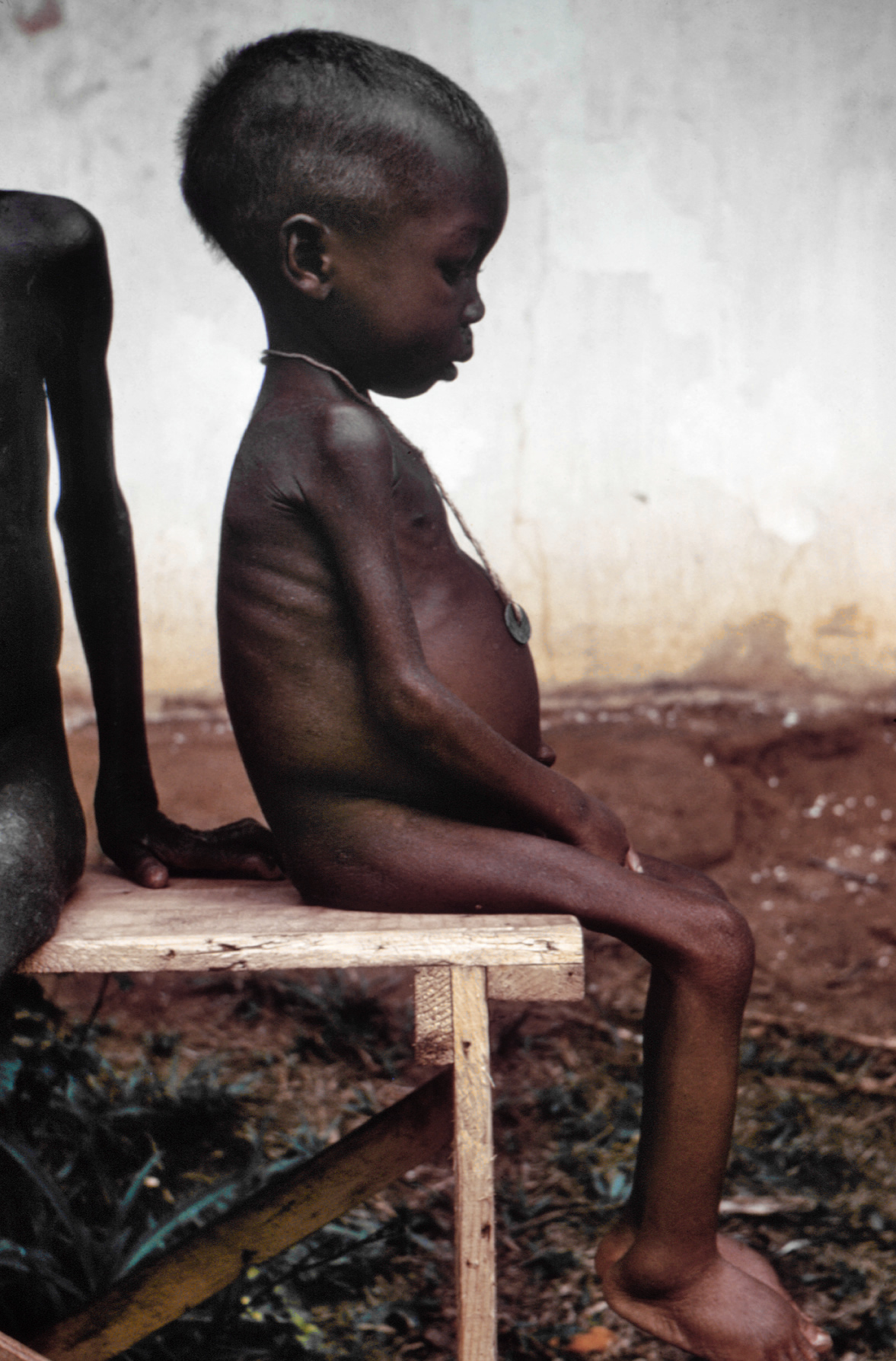
Criança vítima da inanição nos anos 1960 durante a Guerra da Nigéria.

Inanição, segundo a medicina, é um estado em que a pessoa se encontra extremamente  enfraquecida, por falta de alimentos ou por deficiência na sua assimilação. Foi usada como método de pena de morte em que o condenado era deixado, de alguma forma, ao abandono e sem alimentos.

## A inanição na eutanásia
A eutanásia por inanição ocorre da seguinte forma:[carece de fontes?]
1. Os médicos realizam um processo cirúrgico para remover um tubo subcutâneo que leva os alimentos para o estômago;
2. A produção de urina diminui enquanto o paciente vai eliminando secreções normais do corpo. A boca começa a parecer seca e os olhos perdem o brilho;
3. O emagrecimento começa a ser visível como causa de uma desnutrição aguda. Os batimentos cardíacos gradualmente caem e a pressão arterial diminui;
4. O cérebro começa a sentir a falta de glicose e de oxigênio. Inicia-se a morte dos neurônios;
5. O paciente já não responde ao ambiente que o rodeia. Há marcas sérias de desidratação, como a pele extremamente seca;
6. A função dos rins fica gravemente prejudicada e as toxinas se acumulam no organismo. Há falência da oxigenação dos músculos e vários sistemas começam a falhar por falta de nutrição;
7. Com a falta de combustível, o cérebro não consegue enviar as ordens de funcionamento para o resto do corpo. Ocorre a falência geral dos órgãos e a morte súbita.

No famoso caso da eutanásia de Terri Schiavo, a morte ocorreu por inanição, 14 dias após a retirada de seu tubo de alimentação, em 31 de Março de 2005. Foi um caso de eutanásia que inflamou discussões mundiais sobre o assunto.
A inanição pode ser consequência não só de eutanásia, como também de bulimia ou de anorexia nervosa.